# Cerro Armazones
Der Cerro Armazones ist ein 3046 Meter hoher Berg in der chilenischen Atacamawüste. Auf dem Berg ist unter anderem das Hexapod-Teleskop montiert.
Auch das Extremely Large Telescope (ELT) mit einem Hauptspiegel von 39,3 Metern Durchmesser – bestehend aus 798 sechseckigen Spiegelelementen – soll dort installiert werden.
Der Berg ist für die Astronomie besonders geeignet, da er 350 unbewölkte Nächte im Jahr hat.
In Sichtweite, etwa 20 km Luftlinie entfernt, liegt der Cerro Paranal mit dem Paranal-Observatorium der Europäischen Südsternwarte.